# Обновляя Европу
Обновляя Европу, или Обновить Европу (англ. Renew Europe), — проевропейская фракция Европейского парламента, основанная на девятый срок полномочий Европейского парламента. Является преемником фракции Альянс либералов и демократов за Европу, которая существовала в Европейском парламенте с 2004 по 2019 год. Обновляя Европу в Европейском комитете регионов является сестринской организацией фракции «Обновляя Европу».

## История
В мае 2019 года, выступая на дебатах перед выборами в Европейский парламент, Ги Верхофстадт, президент фракции Альянс либералов и демократов за Европу (ALDE), объявил, что после выборов группа ALDE намерена распуститься и сформировать новый союз с движением президента Франции Эммануэля Макрона «Возрождение». Во время и после европейских выборов группа временно называла себя «ALDE + Возрождение + USR PLUS».
Новая фракция объявила о принятии своего названия 12 июня 2019 года после того, как сформировала альянс с La République En Marche!
19 июня 2019 года было объявлено, что Дачиан Чолош, бывший премьер-министр Румынии и Европейский комиссар по сельскому хозяйству и развитию сельских районов, был избран первым председателем фракции, победив Софи ин’т Велд с результатом в 64 голоса «за» и 42 «против», таким образом, стал первым румыном — лидером европейской фракции.
19 октября 2021 года новым лидером фракции избран Стефан Сежурне.
25 января 2024 года после отставки Сежурне ввиду назначения министром иностранных дел Франции новым председателем фракции избрана Валери Айе.

## Депутаты Европейского Парламента

### 9-й Европейский парламент
| Страна           | Национальная партия | Европейская партия | Депутаты  |
| ---------------- | --- | ------------------ | --------- |
| Австрия          | NEOS — Новая Австрия и Либеральный форум NEOS – Das Neue Österreich und Liberales Forum (NEOS)                                | АЛДЕ               | 1 из 19   |
| Бельгия          | Открытые фламандские либералы и демократы Open Vlaamse Liberalen en Democraten (Open VLD)                                     | АЛДЕ               | 2 из 21   |
| Бельгия          | Реформаторское движение Mouvement Réformateur (MR)                                                                            | АЛДЕ               | 2 из 21   |
| Болгария         | Движение за права и свободы Dviženie za prava i svobodi (DPS)                                                                 | АЛДЕ               | 3 из 17   |
| Хорватия         | Демократическая ассамблея Истрии Istarski demokratski sabor (IDS)                                                             | АЛДЕ               | 1 из 12   |
| Чехия            | ANO 2011(ANO) | АЛДЕ               | 6 из 21   |
| Дания            | Венстре Venstre, Danmarks Liberale Parti (V)                                                                                  | АЛДЕ               | 4 из 14   |
| Дания            | Радикальная Венстре Radikale Venstre (B)                                                                                      | АЛДЕ               | 2 из 14   |
| Эстония          | Партия реформ Эстонии Eesti Reformierakond (RE)                                                                               | АЛДЕ               | 2 из 7    |
| Эстония          | Центристская партия Эстонии Eesti Keskerakond (K)                                                                             | АЛДЕ               | 1 из 7    |
| Финляндия        | Финляндский центр Suomen Keskusta (Kesk) Centern i Finland (Centern)                                                          | АЛДЕ               | 2 из 14   |
| Финляндия        | Шведская народная партия Svenska folkpartiet i Finland (SFP) Suomen ruotsalainen kansanpuolue (RKP)                           | АЛДЕ               | 1 из 14   |
| Франция          | Вперёд, Республика! La République En Marche ! (LaREM)                                                                         | Нет                | 11 из 79  |
| Франция          | Демократическое движение Mouvement démocrate (MoDem)                                                                          | ЕДП                | 5 из 79   |
| Франция          | Радикальное движение Mouvement Radical (MR)                                                                                   | АЛДЕ               | 1 из 79   |
| Франция          | Act Agir | Нет                | 1 из 79   |
| Франция          | Независимые кандидаты Стефан Бижу, Жереми Десерль, Сандро Гоци, Бернард Гетта, Хрисула Захаропулу                             | Независимые        | 5 из 79   |
| Германия         | Свободная демократическая партия Freie Demokratische Partei (FDP)                                                             | АЛДЕ               | 5 из 96   |
| Германия         | Свободные избиратели Freie Wähler (FW)                                                                                        | ЕДП                | 2 из 96   |
| Венгрия          | Движение Моментум Momentum Mozgalom (Momentum)                                                                                | АЛДЕ               | 2 из 21   |
| Ирландия         | Фианна Файл (FF) | АЛДЕ               | 2 из 13   |
| Италия           | Italy Alive Italia Viva (IV)                                                                                                  | Нет                | 1 из 76   |
| Латвия           | Развитие/За! Attīstībai/Par! (AP!)                                                                                            | АЛДЕ               | 1 из 8    |
| Литва            | Партия труда Darbo Partija (DP)                                                                                               | АЛДЕ               | 1 из 11   |
| Литва            | Либеральное движение Lietuvos Respublikos Liberalų sąjūdis (LRLS)                                                             | АЛДЕ               | 1 из 11   |
| Люксембург       | Демократическая партия Demokratesch Partei (DP) Parti Démocratique (PD) Demokratische Partei (DP)                             | АЛДЕ               | 2 из 6    |
| Нидерланды       | Народная партия за свободу и демократию Volkspartij voor Vrijheid en Democratie (VVD)                                         | АЛДЕ               | 5 из 29   |
| Нидерланды       | Демократы 66 Democraten 66 (D66)                                                                                              | АЛДЕ               | 2 из 29   |
| Польша           | Польша 2050 Polska 2050 (PL2050)                                                                                              |                    | 1 из 52   |
| Румыния          | Союз спасения Румынии Uniunea Salvați România (USR)                                                                           | АЛДЕ               | 4 из 33   |
| Румыния          | Freedom, Unity and Solidarity Party Partidul Libertății, Unității și Solidarității (PLUS)                                     | АЛДЕ               | 4 из 33   |
| Словакия         | Прогрессивная Словакия Progresívne Slovensko (PS)                                                                             | АЛДЕ               | 2 из 14   |
| Словения         | Список Марьян Сарек Lista Marjana Šarca (LMŠ)                                                                                 | АЛДЕ               | 2 из 8    |
| Испания          | Граждане Ciudadanos (C’s) | АЛДЕ               | 7 из 59   |
| Испания          | Союз, прогресс и демократия Unión, Progreso y Democracia (UPyD)                                                               | Нет                | 1 из 59   |
| Испания          | Баскская националистическая партия Euzko Alderdi Jeltzalea (EAJ) Partido Nacionalista Vasco (PNV) Parti national basque (PNB) | ЕДП                | 1 из 59   |
| Швеция           | Либералы Liberalerna (L) | АЛДЕ               | 1 из 21   |
| Швеция           | Партия Центра Centerpartiet (C)                                                                                               | АЛДЕ               | 2 из 21   |
| Европейский союз | Всего | Всего              | 98 из 705 |

#### Формальные члены
Британские депутаты от Либеральных демократов и партии Альянс де-факто покинули фракцию 31 января 2020 после выхода Великобритании из Евросоюза.
| Страна         | Национальная партия               | Европейская партия | Европейская партия | Депутаты |
| -------------- | --------------------------------- | ------------------ | ------------------ | -------- |
| Великобритания | Либеральные демократы             |                    | АЛДЕ               | 16 из 70 |
| Великобритания | Альянс (Северная Ирландия) (ПАСИ) |                    | АЛДЕ               | 1 из 3   |

## Лидерство
- Президент:  Дачиан Чолош
- Первый вице-президент:  Малик Азмани[5]
- Вице-президенты:  Сильви Брюне[6],  Каталин Чех,  Фредерик Федерлей,  Луи Гарисано,  Мортен Локкегаард,  Искра Михайлова,  Фредерик Ри,  Доминик Рике  Михаль Шимечка
- Генеральный секретарь: Андерс Расмуссен